# Rugositat
La rugositat superficial és el conjunt d'irregularitats i variacions d'una àrea respecte a la seva superfície nominal. S'ha de diferenciar de l'acabat superficial, concepte més subjectiu utilitzat per parlar de la qualitat, en general, d'una superfície.
La rugositat superficial, juntament amb l'ondulació, les direccions predominants i les imperfeccions, serveix per definir amb exactitud i rigor les característiques físiques d'una superfície i d'aquesta manera poder avaluar les seves propietats i qualitat. Aquestes irregularitats generalment es presenten a causa del mateix procés de fabricació: fosa, forja, laminació, etc.
En el Sistema Internacional la unitat de rugositat és el micròmetre o micra (1micra = 1 µm = 0,000001 m = 0,001 mm); en el Sistema anglosaxó s'utilitza la micro polzada (μ").

## Nivells
L'ISO 1302:1996 estableix 12 nivells de rugositat, que van de 50µm (N12) fins a 0.025µm (N1) en funció de la precisió requerida:
| N1      | N2      | N3     | N4     | N5     | N6     | N7     | N8     | N9     | N10    | N11  | N12  |
| ------- | ------- | ------ | ------ | ------ | ------ | ------ | ------ | ------ | ------ | ---- | ---- |
| 0.025µm | 0.050µm | 0.10µm | 0.20µm | 0.40µm | 0.80µm | 1.60µm | 3.20µm | 6.30µm | 12.5µm | 25µm | 50µm |

De N1 a N5 s'aplicaran per a la fabricació d'objectes d'altra precisió: des de miralls o blocs patró fins a eines de precisió o elements automotrius com suports de cigonyals i arbres de lleves o superficies exteriors de pistons. De N6 a N9 s'aplicaran a operacions d'acabat amb fresadora.

## Rugosímetre

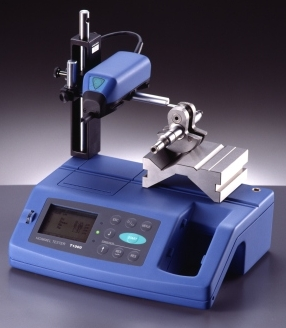
Rugosímetre T1000

El rugosímetre o perfilòmetre és l'aparell que s'utilitza per mesurar i determinar, de forma precisa, les crestes i forats que es presenten en una superfície determinada. Les seves parts principals són el sistema de palpació, el sistema d'avanç, el sistema d'amplificació i el sistema de registre. Mitjançant la seva utilització es pot conèixer la profunditat de la rugositat mitjana (Rz) i el valor de la rugositat mitjana (Ra), que seran amplificades i mostrades al sistema de registre.
També es disposa d'aparells més moderns que substitueixen el sistema de palpació per raigs làser, de manera que s'evita el contacte físic amb la superfície a avaluar.